# Pascásio de Rosa Alves

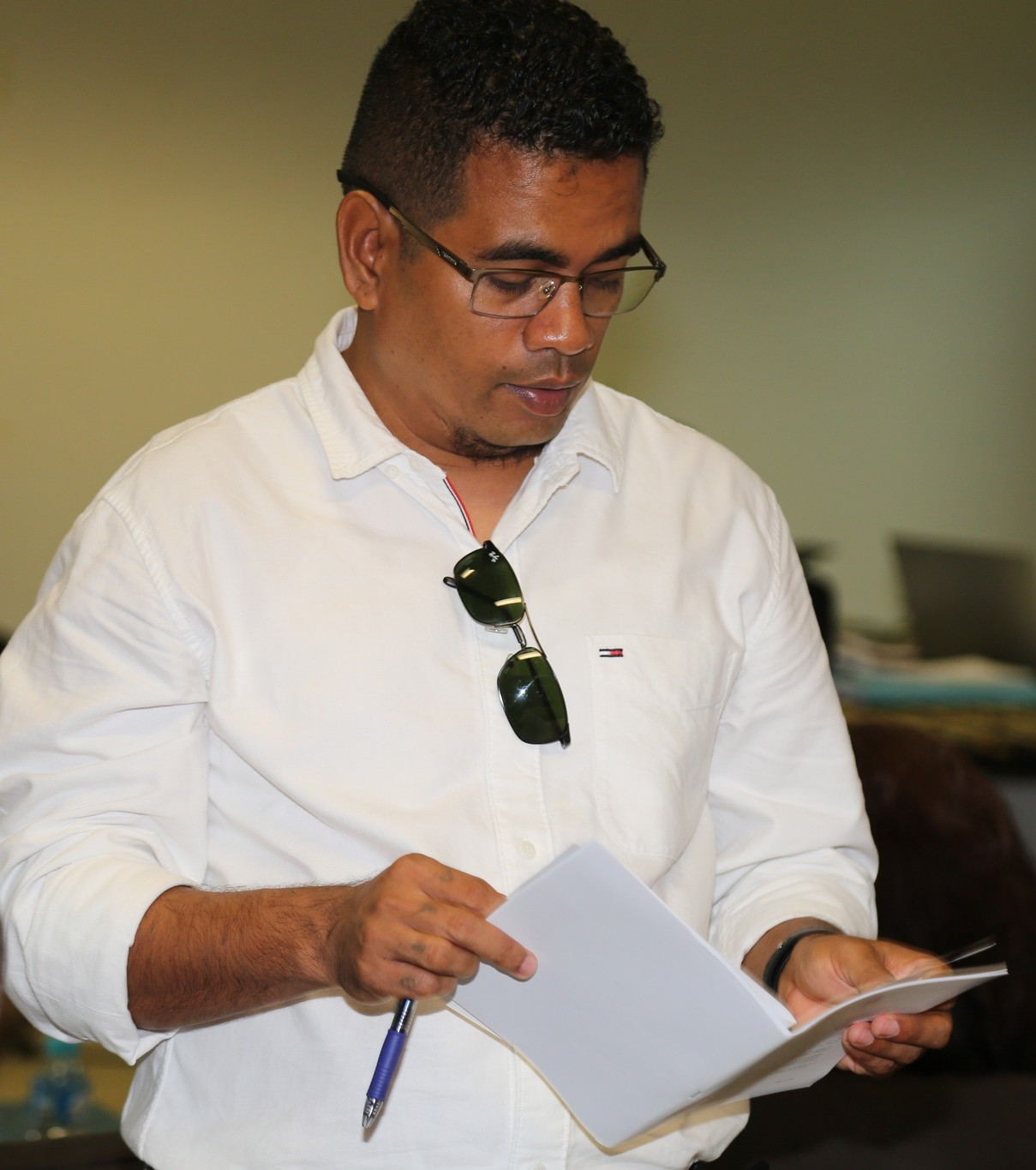
Pascásio de Rosa Alves (2023)

Pascásio de Rosa Alves (* 10. April 1983 in Defawasi, Baucau, Osttimor) ist ein Jurist aus Osttimor.

## Werdegang
Pascásio de Rosa Alves ist der Sohn von Patricio Alves Boavida und Rosa Alves Simões. Von 1989 bis 1995 besuchte er die katholische Grundschule in Baguia und von 1996 bis 1999 die dortige katholische Sekundarschule. Von 1999 bis 2002 folgte das Colégio de São Paulo IV. und von 2002 bis 2007 die Universidade 17 Agustus 1945 (UNTAG) im indonesischen Semarang. Am Justizausbildungszentrum besuchte Alves einen Intensivlehrgang zum Gerichtsmagistrat von 2008 bis 2010.
Von 2007 bis 2008 arbeitete Alves als Rechtsanwalt in einer Kanzlei. Am 1. April 2011 wurde er zum Staatsanwalt ernannt. Von 2011 bis 2015 war er Mitglied des Conselho Superior do Ministério Público (CSMP) und ab Juni 2016 Koordinator des zentralen Prozessführungsdienstes bei der Generalstaatsanwaltschaft. Im Januar 2020 wurde Alves Mitglied der Ethikkommission für Gesundheit des Hospital Nacional Guido Valadares (HNGV). Bis 2024 war er Koordinator der Staatsanwaltschaft erster Instanz der Gemeinde Cova Lima. Am 3. April 2024 wurde Alves von Präsident José Ramos-Horta zum stellvertretenden Generalstaatsanwalt Osttimors ernannt.